# Charles Abella
Pour les articles homonymes, voir Abella (homonymie).
Charles Abella est un architecte français du début du XXe siècle. 

## Biographie
Diplômé de l'École nationale supérieure des beaux-arts (ENSBA) en 1907, Charles Paul Abella reçoit le Second Grand Prix de Rome en 1907 ainsi que de nombreuses médailles. Il participe après 1918 à la reconstruction de l’Aisne pour le ministère des Régions libérées. 
Son agence est à Paris et son intervention à Casablanca est ponctuelle.
Il a réalisé de nombreux immeubles à Limoges mais également à Paris : en 1930-1931, un immeuble Art déco rue Cassini, inscrit aux monuments historiques, et, en 1939, un immeuble également Art déco au 53, avenue Foch.

## Réalisations
Il a réalisé :
dans l’Aisne
- la mairie-école de Pargny-Filain[Ref. 2] ;
- l’église paroissiale Notre-Dame à Filain[Ref. 3] ;
- La gare de Coucy-le-Château-Auffrique reconstruite après la Première Guerre mondiale.
- en 1923 – 1926 : le monument aux morts de Laon, avec le sculpteur Marcel Gaumont[Ref. 4] ;
- en 1927 : le cimetière (seul)[Ref. 5], la mairie et l’école (avec son associé M. Mercier)[Ref. 6],[Ref. 7] à Chavignon ;
- en 1929 : le marché couvert, qui remplace la grande salle des malades dans l’hôtel-Dieu Saint-Barthélemy des chanoines de Laon[Ref. 8] ;

ailleurs en France

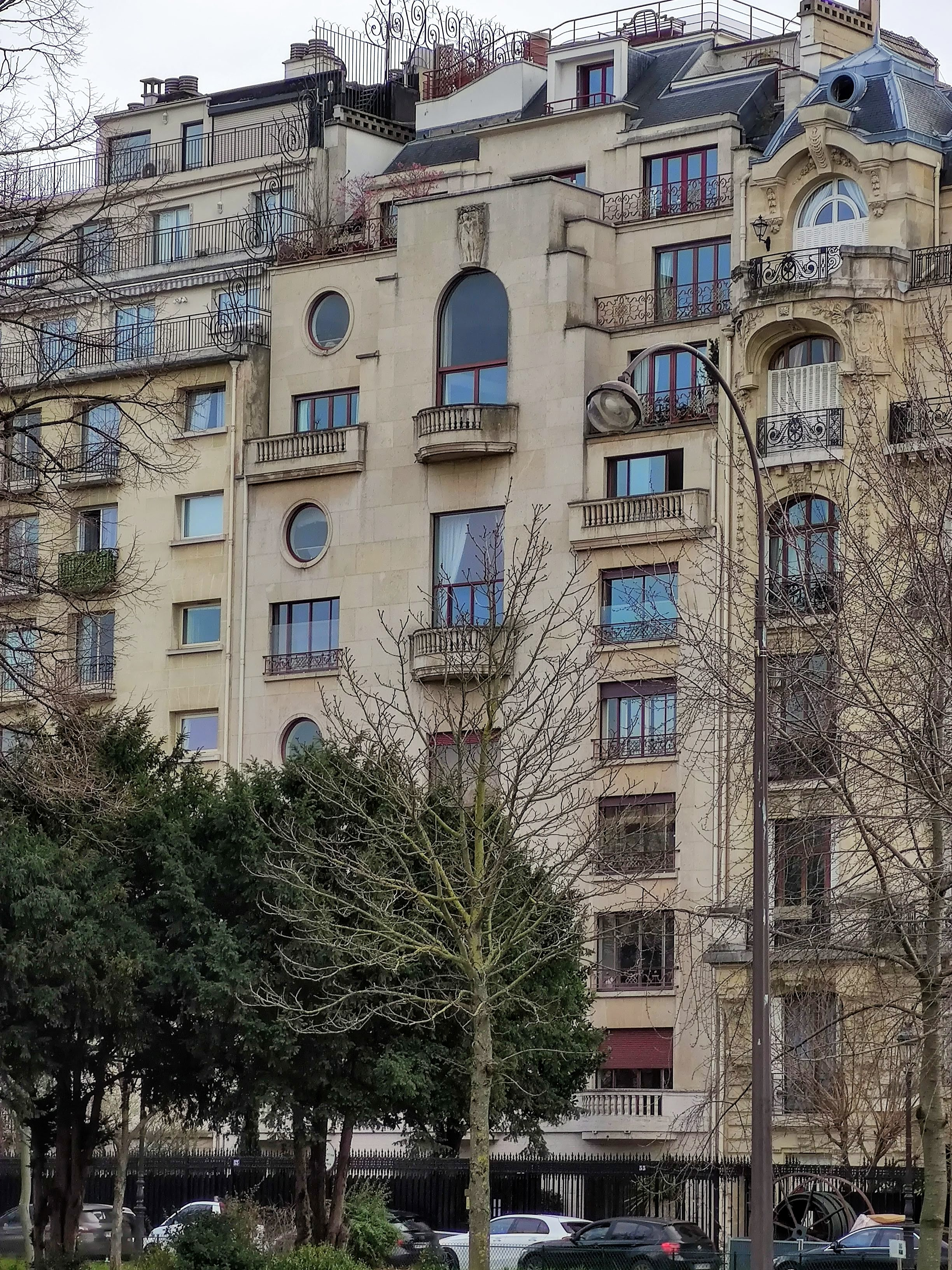
Immeuble de 1939, 53, avenue Foch, Paris 16e arrondissement.

- en 1930 : un immeuble Art déco à Paris, 12, rue Cassini (14e arrondissement), inscrit aux monuments historiques[Ref. 1] ;
- en 1931 : un lotissement concerté, construit en trois tranches pour la Société immobilière des chemins de fer de l'État, entre 1929 et 1932, à Asnières-sur-Seine dans les Hauts-de-Seine[Ref. 9] ;
- en 1933 : un ensemble de trois immeubles H.B.M. à cour commune, dit « groupe la Sablière », rue de la Sablière à Courbevoie dans les Hauts-de-Seine[Ref. 10],[3];
- en 1938 : la maison dite « villa Tahoé » à Cannes dans les Alpes-Maritimes[Ref. 11] ;
- en 1939 : l'immeuble Art déco situé au 53, avenue Foch, Paris[4].

hors de France

### À Casablanca
- en 1937 : la villa Pierre Mas à Casablanca au Maroc[5].
- en 1953 : modification de la façade de La Vigie Marocaine, boulevard de la Gare à Casablanca (Maroc.
- en 1954 : palais Mirabeau, boulevard de la Résistance à Casablanca (Maroc.

## Distinctions
- Officier de la Légion d'honneur (1949)

## Honneurs
Le premier prix du Grand prix d'architecture de l’Académie des beaux-arts a pris en 1975 l’appellation de « prix Charles Abella ». Ses lauréats sont des étudiants et architectes de moins de 35 ans, dont les premiers ont été :
- 1997 - Charles Villeneuve ;
- 1998 - Laurent Broyon ;
- 1999 - Floriande Cherel ;
- 2000 - Olivier Roublique ;
- 2001 - Romain Viault ;
- 2002 - Philippe Hennequin ;
- 2003 - Alban Simonet ;
- 2004 - Non attribué ;
- 2005 - Taylor Ishmaël ;
- 2006 - Étienne Feher ;
- 2007 - Sébastien Chauvel ;
- 2008 - Vincent Champier[7] ;
- 2009 - Aleksandar Janković[7],[Note 1]
- 2010 - Marine Miroux ;

### Base Mérimée
Les références suivantes sont issues de la base Mérimée du ministère de la Culture français.
1. 1 2  « immeuble art-déco à Paris », notice no PA75140007
2. ↑  « mairie-école de Pargny-Filain », notice no IA02001952
3. ↑  « église Notre-Dame à Filain », notice no IA02001882
4. ↑  « monument aux morts de Laon », notice no IA00077012
5. ↑  « cimetière de Chavignon », notice no IA02001732
6. ↑  « mairie de Chavignon », notice no IA02001737
7. ↑  « école de Chavignon », notice no IA02001725
8. ↑  « marché couvert à Laon », notice no IA00066461
9. ↑  « lotissement à Asnières-sur-Seine », notice no IA00129673
10. ↑  « groupe la Sablière à Courbevoie », notice no IA00129889
11. ↑  « villa Tahoé à Cannes », notice no IA06000322